# Assembleia Social-Nacional
A Assembleia Social-Nacional (S.N.A.) (em ucraniano:  Соціал-Національна Асамблея) foi um conjunto de organizações e grupos radicais ultranacionalistas e neonazistas fundado em 2008 que compartilham a ideologia social-nacional e concordam em construir um estado social-nacional na Ucrânia. Ela está localizado na extrema direita da política ucraniana e construída em torno do "Patriota da Ucrânia". No final de novembro de 2013, tanto a S.N.A. e o "Patriota da Ucrânia" entrou em uma associação com vários outros grupos de extrema-direita ucranianos que levaram à formação do Setor Direito. A S.N.A. também é relatado para estar perto de Svoboda, e Yuriy Zbitnyev, o líder do partido político nacionalista "Nova Syla" (Nova Força). As atividades da S.N.A. são em grande parte baseadas em Kiev.
Em 2014, com a eclosão da Guerra no leste da Ucrânia, o SNA e o Patriotas da Ucrânia formaram uma milícia conhecida como Batalhão de Azov para lutar à favor da Ucrânia.
Em 2016, o SNA encerrou suas atividades e fundiu-se com um novo partido chamado Corpo Nacional.